# Hrabstwo Etowah

Piramida wieku hrabstwa

Etowah – hrabstwo w stanie Alabama w USA. Populacja liczy 104 430 mieszkańców (stan według spisu z 2010 roku).
Powierzchnia hrabstwa to 1421 km² (w tym 36 km² stanowią wody). Gęstość zaludnienia wynosi 75 osób/km².

## Miejscowości
- Altoona
- Attalla
- Gadsden
- Glencoe
- Hokes Bluff
- Reece City
- Rainbow City
- Ridgeville
- Southside
- Sardis City
- Walnut Grove

## CDP
- Ballplay
- Bristow Cove
- Carlisle-Rockledge
- Coats Bend
- Egypt
- Gallant
- Ivalee
- Lookout Mountain
- New Union
- Tidmore Bend
- Whitesboro